# Cecilie Christensen
Cecilie Christensen (født 6. september 2001) er en kvindelig dansk fodboldspiller, der spiller angriber for Kolding Q i Gjensidige Kvindeligaen.

## Meritter

### Klub
Fortuna Hjørring
Elitedivisionen
- Sølv : 2018-19, 2019-20

Sydbank Pokalen
- Guld : 2019